# Lär mig din väg
Lär mig din väg (engelska: Thy Way, O Lord) är en brittisk psalm med text och musik skriven 1905 av tonsättaren Benjamin Mansell Ramsay. Texten översattes till svenska 1933 av prästen Harry Johnson. Textens första vers bygger på Psaltaren 25:4, andra versen på Johannesevangeliet 8:12 och tredje på Jakobsbrevet 1:12.

## Publicerad i
- Sanningsvittnet, 1933.[1]
- Kristus vandrar bland oss än (psalmbok) 1965, som nummer 34.[1]
- Sionstoner (1972) som nummer 461.[1]
- EFS tillägg till Den svenska psalmboken (1986) som nummer 782 under rubriken "Att leva av tro: Efterföljd – helgelse".[1]
- Verbums psalmbokstillägg 2003 som nummer 783 under rubriken "Efterföljd - helgelse".[1]

### Bearbetningar
- N2681 på Noteria.[1]
- Kända körsatser, trestämmigt del 4, Wessmans musikförlag.[1]